# David DeLuise
David Dominick DeLuise (Burbank, 1971. november 11. –) amerikai színész, rendező.
Legismertebb alakítása Jerry Russo a 2007–2012 között futott a Varázslók a Waverly helyből című sorozatban, valamint a Varázslók a Waverly helyből – A film (2009), és A varázslók visszatérnek: Alex kontra Alex (2013) című filmekben.

## Fiatalkora és családja
1971-ben született. Édesapja Dom DeLuise színész és komikus, édesanyja Carol Arthur színésznő. Keresztszülei Mel Brooks és Anne Bancroft. Testvérei Peter DeLuise színész, író és rendező, valamint Michael DeLuise színész.

## Pályafutása
Első fontosabb szerepe a 2003-as BachelorMan című filmben volt. Főszereplő volt a Disney Channel Varázslók a Waverly helyből című sorozatában. 2012 augusztusában a KFC reklámjában szerepelt.

## Magánélete
1994 szeptemberében vette feleségül Brigitte DeLuise-ot. 2003 augusztusában váltak el. Két lányuk született.
2015-ben megismerkedett Julia Stoepel német színésznővel. 2019. október 17-én házasodtak össze.

## Filmográfia

### Filmek
| Év   | Magyar cím                                      | Eredeti cím                         | Szerep             | Magyar hang                                    |
| ---- | ----------------------------------------------- | ----------------------------------- | ------------------ | ---------------------------------------------- |
| 2018 |                                                 | Unbroken: Path to Redemption        | Howard Lambert     |                                                |
| 2017 |                                                 | Sweet, Sweet Summertime             | Scott Burns        |                                                |
| 2016 |                                                 | Pup Star                            | Steven             |                                                |
| 2016 |                                                 | Believe                             | Tom Blackhorn      |                                                |
| 2015 |                                                 | Unity                               | narrátor           |                                                |
| 2014 | Beethoven, a mesés kincs nyomában               | Beethoven's Treasure Tail           | Phil               |                                                |
| 2013 |                                                 | Catch                               | játékvezető        |                                                |
| 2013 |                                                 | Delicious Ambiguity                 | John               |                                                |
| 2013 | Reszkessetek, kutyaütők!                        | Alone for Christmas                 | apa                | Viczián Ottó                                   |
| 2013 |                                                 | Abner, The Invisible Dog            | Murdoch            |                                                |
| 2013 |                                                 | Sox                                 | Nick               |                                                |
| 2013 |                                                 | Pulling the Goalie                  | terapeuta          |                                                |
| 2013 | A varázslók visszatérnek: Alex kontra Alex      | The Wizards Return: Alex vs Alex    | Jerry Russo        | Holl Nándor                                    |
| 2012 | A fergeteges szenteste                          | A Christmas Wedding Date            | Miniszter          | Széles Tamás                                   |
| 2012 | Lúzerbár                                        | Last Call                           | Mike               | Kapácsy Miklós                                 |
| 2012 |                                                 | Ira Finkelstein's Christmas         | Max Finkelstein    |                                                |
| 2011 |                                                 | American Decaf                      | David              |                                                |
| 2010 | Vámpíros film                                   | Vampires Suck                       | Scully             | Juhász Zoltán                                  |
| 2009 | Varázslók a Waverly helyből – A film            | Wizards of Waverly Place: The Movie | Jerry Russo        | Holl Nándor                                    |
| 2009 |                                                 | Prep & Landing                      | táncos (hang)      |                                                |
| 2009 |                                                 | RoboDoc                             | Dr. Bonacasa       |                                                |
| 2008 |                                                 | A Christmas Proposal                | Andy               |                                                |
| 2008 | Démontanya – Avagy ki engedte ki a szellemeket? | Mostly Ghostly                      | John Doyle         | Kapácsy Miklós                                 |
| 2008 |                                                 | Bundy: An American Icon             | Jennings nyomozó   |                                                |
| 2008 |                                                 | Dear Me                             | Bass Vanders       |                                                |
| 2007 |                                                 | Who's Your Monkey?                  | Hutto              |                                                |
| 2007 | A 30-as út                                      | Route 30                            | Original Bill      | Seszták Szabolcs                               |
| 2006 |                                                 | Mojave Phone Booth                  | Michael            |                                                |
| 2006 | Végrendelet                                     | Where There's a Will                | Willy              | Fesztbaum Béla                                 |
| 2006 |                                                 | Jam                                 | Jerry              |                                                |
| 2006 |                                                 | Intellectual Property               | Kopf nyomozó       |                                                |
| 2005 |                                                 | Play Dates                          | Billy              |                                                |
| 2004 |                                                 | Bachelor Man                        | Ted David          |                                                |
| 2003 |                                                 | Art of Revenge                      | Benjamin Bloom     |                                                |
| 2003 |                                                 | Between the Sheets                  | rendező            |                                                |
| 2002 | Én és én meg a tehén                            | Buying the Cow                      | vendég az esküvőn  | Kossuth Gábor (1. hang) Czető Roland (2. hang) |
| 2002 |                                                 | Rockboy                             | Chadd Nessbaum     |                                                |
| 2001 | Dr. Dolittle 2.                                 | Dr. Dolittle 2                      | Iskolai hal (hang) |                                                |
| 2001 |                                                 | Ladies and the Champ                | Darold Boyarsky    |                                                |
| 2000 | Hullajelöltek városa                            | Terror Tract                        | Allen Doyle        | Csankó Zoltán                                  |
| 1999 |                                                 | Dirt Merchant                       | Sly                |                                                |
| 1998 | A Keresztmanus                                  | The Godson                          | Gaffer             |                                                |
| 1998 | Nagyon lazák                                    | Hairshirt                           | Peter Angelo       |                                                |
| 1996 |                                                 | Where Truth Lies                    | rendőr             |                                                |
| 1995 | Drakula halott és élvezi                        | Dracula: Dead and Loving It         | gyakornok          |                                                |
| 1995 | Seggünkön az élet                               | Kicking and Screaming               | kidobóember        |                                                |
| 1993 | A báránysültek hallgatnak                       | The Silence of the Hams             | rendőr             | Pálfai Péter                                   |
| 1993 | Cinkosok közt vétkes                            | The Liars' Club                     | Joey Matthews      |                                                |
| 1993 | Robin Hood, a fuszeklik fejedelme               | Robin Hood: Men in Tights           | falusi             |                                                |
| 1991 |                                                 | Seeds of Tragedy                    | jelmezes           |                                                |
| 1991 |                                                 | Driving Me Crazy                    | Stanley            |                                                |
| 1983 |                                                 | Happy                               | Rogie              |                                                |
| 1979 |                                                 | Hot Stuff                           | David Fortunato    |                                                |

### Televíziós szerepek
| Év        | Magyar cím                                 | Eredeti cím                                  | Szerep               | Megjegyzések                                 |
| --------- | ------------------------------------------ | -------------------------------------------- | -------------------- | -------------------------------------------- |
| 2019      | Shameless – Szégyentelenek                 | Shameless                                    | Army Proctor         | 1 epizód: A Little Gallagher Goes A Long Way |
| 2019      | NCIS                                       | NCIS                                         | Michael Franklin     | 1 epizód: Mobilgondok                        |
| 2017      |                                            | Real Rob                                     | Dean Edelstein       | 1 epizód: Best Play Date Eve                 |
| 2017      |                                            | Hey You, It's Me                             | Ben                  | 1 epizód: Yes! But Different                 |
| 2014      | Hawaii Five-0                              | Hawaii Five-0                                | Brad Weiss           | 1 epizód: Leleplezés                         |
| 2014      | Sam és Cat                                 | Sam & Cat                                    | fotós asszisztens    | 1 epizód: Paróka para                        |
| 2014      | Papás-Babás                                | Baby Daddy                                   | David Brinkerhoff    | 1 epizód: Innen az apaságig                  |
| 2013      | A kísértetek órája                         | R.L. Stine's The Haunting Hour               | Cupido               | 1 epizód: Terrible Love                      |
| 2012      | Született detektívek                       | Rizzoli & Isles                              | Dominick Bianchi     | 1 epizód: Megörülők érted                    |
| 2012      | A Grace klinika                            | Grey's Anatomy                               | Charlie Connor       | 1 epizód: Esélylatolgatás                    |
| 2012      | A mentalista                               | The Mentalist                                | Mr. Loveland         | 1 epizód: A Vérben az igazság                |
| 2012      | Vérmes négyes                              | Hot in Cleveland                             | Jake                 | 1 epizód: How Did You Guys Meet, Anyway?     |
| 2011      |                                            | Imagination Movers                           | Clutch               | 1 epizód: One Cool Mover                     |
| 2007–2012 | Varázslók a Waverly helyből                | Wizards Of Waverly Place                     | Jerry Russo          | főszereplő magyar hangja Holl Nándor         |
| 2007      | Dr. Csont                                  | Bones                                        | Santa Jeff Mantell   | 1 epizód: Keserédes ünnep                    |
| 2007      | Nyomtalanul                                | Without a Trace                              | Alex Brown           | 1 epizód: Desert Springs                     |
| 2006      | Monk – A flúgos nyomozó                    | Monk                                         | Larry Cutler         | 1 epizód: Mr. Monk és a szemetessztrájk      |
| 2006      | CSI: Miami helyszínelők                    | CSI: Miami                                   | Paul Sanders         | 1 epizód: A vadászat                         |
| 2005      | Igen, drágám!                              | Yes, Dear                                    | Dan                  | 1 epizód: Jimmy the Teacher                  |
| 2005      | Vészhelyzet                                | ER                                           | Brad Anderson        | 1 epizód: Derűre ború                        |
| 2005      |                                            | Blind Justice                                | Jason Strode nyomozó | 1 epizód: Under the Gun                      |
| 2005      | CSI: New York-i helyszínelők               | CSI: NY                                      | Lance Moretti        | 1 epizód: Míg a halál el nem választ         |
| 2004–2005 | Megas XLR                                  | Megas XLR                                    | Coop (hang)          | főszereplő magyar hangja Kapácsy Miklós      |
| 2004–2005 | Csillagkapu                                | Stargate SG-1                                | Pete Shanahan        | 4 epizód                                     |
| 2004      | Las Vegas                                  | Las Vegas                                    | Tom                  | 1 epizód: Have You Ever Seen the Rain?       |
| 2004      |                                            | Good Girls Don't                             | Tim                  | 1 epizód: Oh, Brother                        |
| 2004      | Szívek szállodája                          | Gilmore Girls                                | T.J. testvére        | 2 epizód                                     |
| 2003      | Pókember                                   | Spider-Man                                   | Jack / Mack (hang)   | 1 epizód: Agykontroll                        |
| 2003      |                                            | She Spies                                    | Jeff                 | 1 epizód: Learning to Fly                    |
| 2001      | CSI: A helyszínelők                        | CSI: Crime Scene Investigation               | Cliff Renteria       | 1 epizód: Scuba Doobie-Doo                   |
| 2001      |                                            | Heavy Gear: The Animated Series              | Dirx (hang)          |                                              |
| 2001      |                                            | Grounded for Life                            | Tim atya             | 1 epizód: Devil with A Plaid Skirt           |
| 2000      |                                            | V.I.P.                                       | Alvin                | 1 epizód: Lights, Camera, Val                |
| 2000      |                                            | Zoe, Duncan, Jack and Jane                   | Todd Lamber          | 1 epizód: The Feud                           |
| 1999–2000 | Csillagközi invázió – Az űr zsoldosai      | Roughnecks: The Starship Troopers Chronicles | Francis Brutto       | mellékszereplő                               |
| 1999      |                                            | Good vs Evil                                 | Roland               | 1 epizód: To Be or Not to Be Evil            |
| 1998–1999 |                                            | Jesse                                        | Darren Warner        | főszereplő                                   |
| 1997      |                                            | The Single Guy                               | Booth Guy            | 1 epizód: Grandfather Clause                 |
| 1997      | Házi barkács                               | Home Improvement                             | Dennis Turner        | 1 epizód: Communication Breakdown            |
| 1996–2001 | Űrbalekok                                  | 3rd Rock from the Sun                        | Bug Pollone          | mellékszereplő                               |
| 1996      |                                            | Buddies                                      | Tom                  | 1 epizód: John, I've Been Thinking           |
| 1995      |                                            | Pig Sty                                      | Cal barátja          | 1 epizód: Party!!!                           |
| 1995      |                                            | Ellen                                        | rabló                | 1 epizód: Guns 'N Ellen                      |
| 1994      | SeaQuest DSV – A mélység birodalma         | seaQuest DSV                                 | menedzser            | 1 epizód: Vapors                             |
| 1994      |                                            | Blossom                                      | Randy                | 1 epizód: A Little Help from My Friends      |
| 1993      | Lois és Clark: Superman legújabb kalandjai | Lois & Clark: The New Adventures of Superman | Toaster              | 1 epizód: Beléd estem, bébi!                 |
| 1993      |                                            | Saved by the Bell: The College Years         | Tony                 | 1 epizód: The Poker Game                     |
| 1991      |                                            | Hunter                                       | Randy Morton         | 1 epizód: All That Glitters                  |
| 1990      |                                            | 21 Jump Street                               | Stevenson            | 1 epizód: Number One with a Bullet           |